# Porta de Bisagra
|  | Per a altres significats, vegeu «Porta de Bisagra Vieja». |

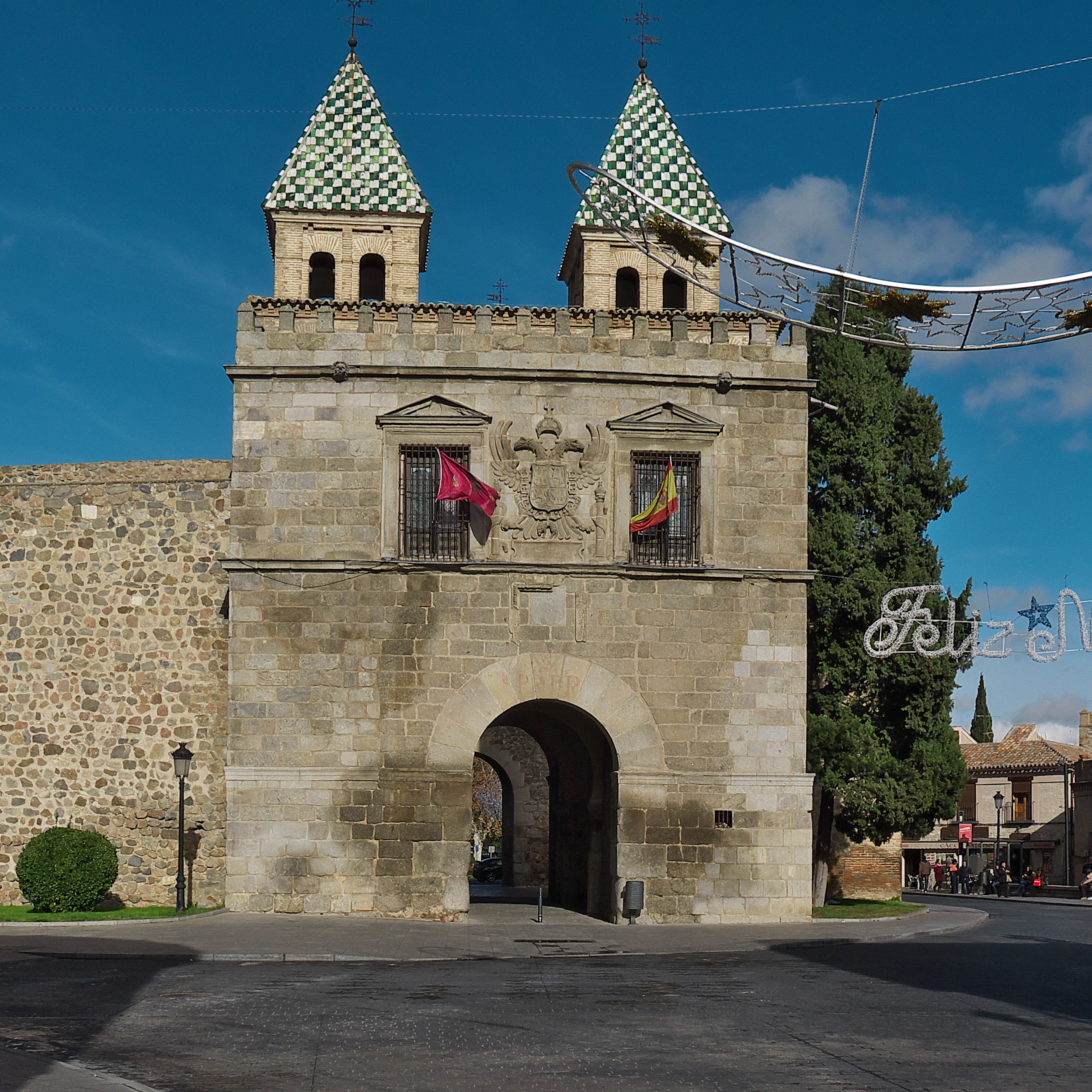
Façana interior

La Porta de Bisagra, o Porta Nova de Bisagra, és una porta monumental a les muralles de la ciutat espanyola de Toledo, a Castella-la Manxa. És coneguda amb el títol de «Nova», ja que hi ha una altra porta als voltants —de menor grandària— anomenada Porta de Bisagra Vieja o d'Alfons VI. El seu nom musulmà era bab al Shaqra.

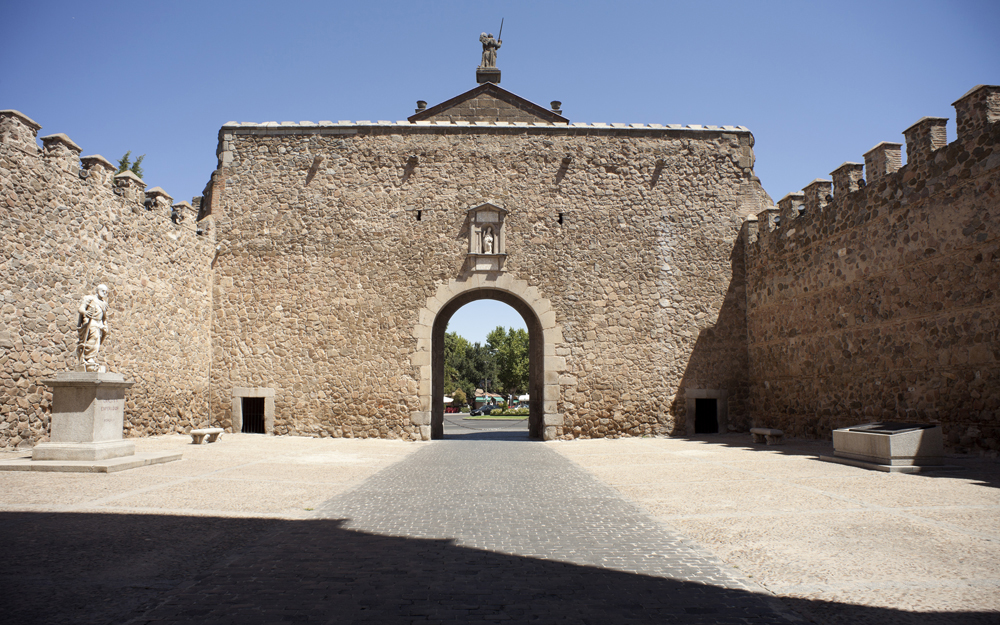
Pati entre ambdues façanes, l'estàtua de Carles V del Sacre Imperi Romanogermànic a l'esquerra

Hi ha cert debat pel que fa al seu origen i antiguitat, podent ser aquest primer àrab o mudèjar. Va sofrir una reconstrucció a mitjan segle xvi, que va deure començar cap a 1540; participarien en ella Nicolás de Vergara el Vell, Juan de Benavides, Eugenio Sánchez i cap al 1547-48 Alonso de Covarrubias. Les obres finalitzarien el 1576.
Està formada per dos cossos independents amb dos alts murs emmerletats que els uneixen, formant un pati entre ells, on es troba una estàtua de Carles V del Sacre Imperi Romanogermànic. El costat extern està format per un arc de mig punt amb carreus encoixinats, sobre el qual es troba un gran escut de la «Ciutat Imperial», amb la seva inconfusible àguila bicèfala, a més d'un frontó amb una escultura d'un àngel custodi. Flanquegen aquesta entrada dues grans torrasses circulars. El cos que dona a la ciutat té una altra porta d'arc de mig punt, flanquejada per dues torrasses quadrades rematades amb teulades piramidals.